# النصب التذكاري لغزاة الفضاء
النصب التذكاري لغزاة الفضاء (بالروسية: Монуме́нт «Покори́телям ко́смоса») هو نصب تذكاري على هيئة مسلة أنشئ في موسكو سنة 1964 تكريماً لإنجازات السوفيتيين في استكشاف الفضاء.
يبلغ ارتفاع النصب 107 أمتار، وهو مصنوع من التيتانيوم؛ وهو يمثل لحظة ارتفاع صاروخ من منصة الإطلاق. يقع المتحف التذكاري للملاحة الفضائية داخل قاعدة هذا النصب.